# Oxfordi gyilkosságok
Az Oxfordi gyilkosságok (eredeti címe: Endeavour) 2012-ben bemutatott brit televíziós sorozat Shaun Evans és Roger Allam főszereplésével. A sorozat a sok évadot megélt Morse felügyelő című detektívsorozat előzménye, a fiatal Morse korai ügyeit szemlézi. Az ITV csatorna számára a Mammoth Screen gyártja. A sikeres próbaepizódot követően 2013-tól kezdték el vetíteni. Az ötödik évad 1968-ban játszódik, a hatodik pedig 1969-ben. A csatorna a hetedik és nyolcadik évadot is berendelte 2019-ben, ebből az elkészült hetediket 2020 júniusában vetítették le. Magyarországon az Epic Drama vetíti és online is megtekinthető magyar szinkronnal. Később a TV4 is műsorra tűzte.

## Cselekménye
Az 1960-as és '70-es években Oxfordban játszódó sorozat Endeavour Morse korai pályafutására összpontosít, aki, miután a harmadik év végén, diplomaszerzés nélkül elhagyta az Oxfordi Egyetem (fiktív) Lonsdale iskoláját, rövid időt töltött a hadseregben mint rejtjelező, majd csatlakozott a rendőrséghez.

### Próbaepizód (2012)
A fiatal Morse két év egyenruhás járőri szolgálat után a fiktív Carshall-Newtown városi rendőrség bűnügyi nyomozó osztályán teljesít szolgálatot. Hamar kiábrándulván a rendőri munkából, éppen a felmondó levelét gépeli. Mielőtt benyújthatná, más nyomozókkal együtt az oxfordi városi rendőrség Cowley rendőrkapitányságára küldik, hogy segítsenek egy eltűnt tizenöt éves iskoláslány ügyének kivizsgálásában. A nyomozás során az oxfordi vezető, veterán detektívfelügyelő, Fred Thursday észreveszi kiváló képességeit és szárnyai alá veszi új segédnyomozójának, egy korrupt nyomozó őrmester helyébe lép.

## Szereplők
| Szerep           | Színész              | Magyar hang      |
| ---------------- | -------------------- | ---------------- |
| Endeavour Morse  | Shaun Evans          | Czető Roland     |
| Fred Thursday    | Roger Allam          | Borbiczki Ferenc |
| Reginald Bright  | Anton Lesser         | Csuha Lajos      |
| Reginald Bright  | Anton Lesser         | Varga T. József  |
| Jim Strange      | Sean Rigby           | Vajda Milán      |
| Max DeBryn       | James Bradshaw       | Elek Ferenc      |
| Win Thursday     | Caroline O’Neill     | Kocsis Judit     |
| Dorothea Frazil  | Abigail Thaw         | Bertalan Ágnes   |
| Joan Thursday    | Sara Vickers         | Bach Kata        |
| Joan Thursday    | Sara Vickers         | Czető Zsanett    |
| Shirley Trewlove | Dakota Blue Richards | Dobó Enikő       |

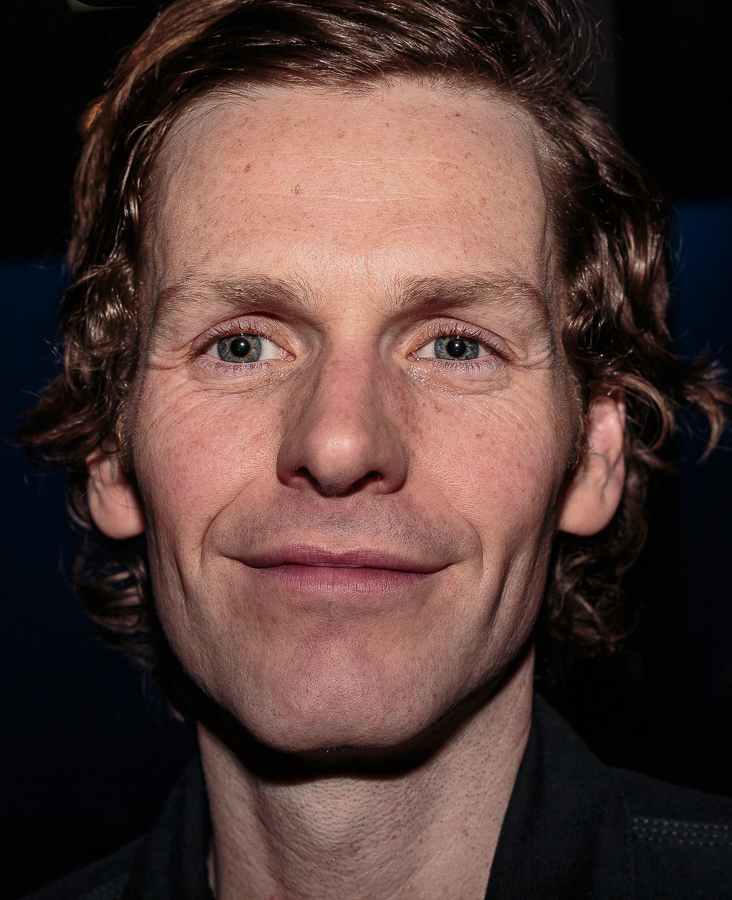
Shaun Evans
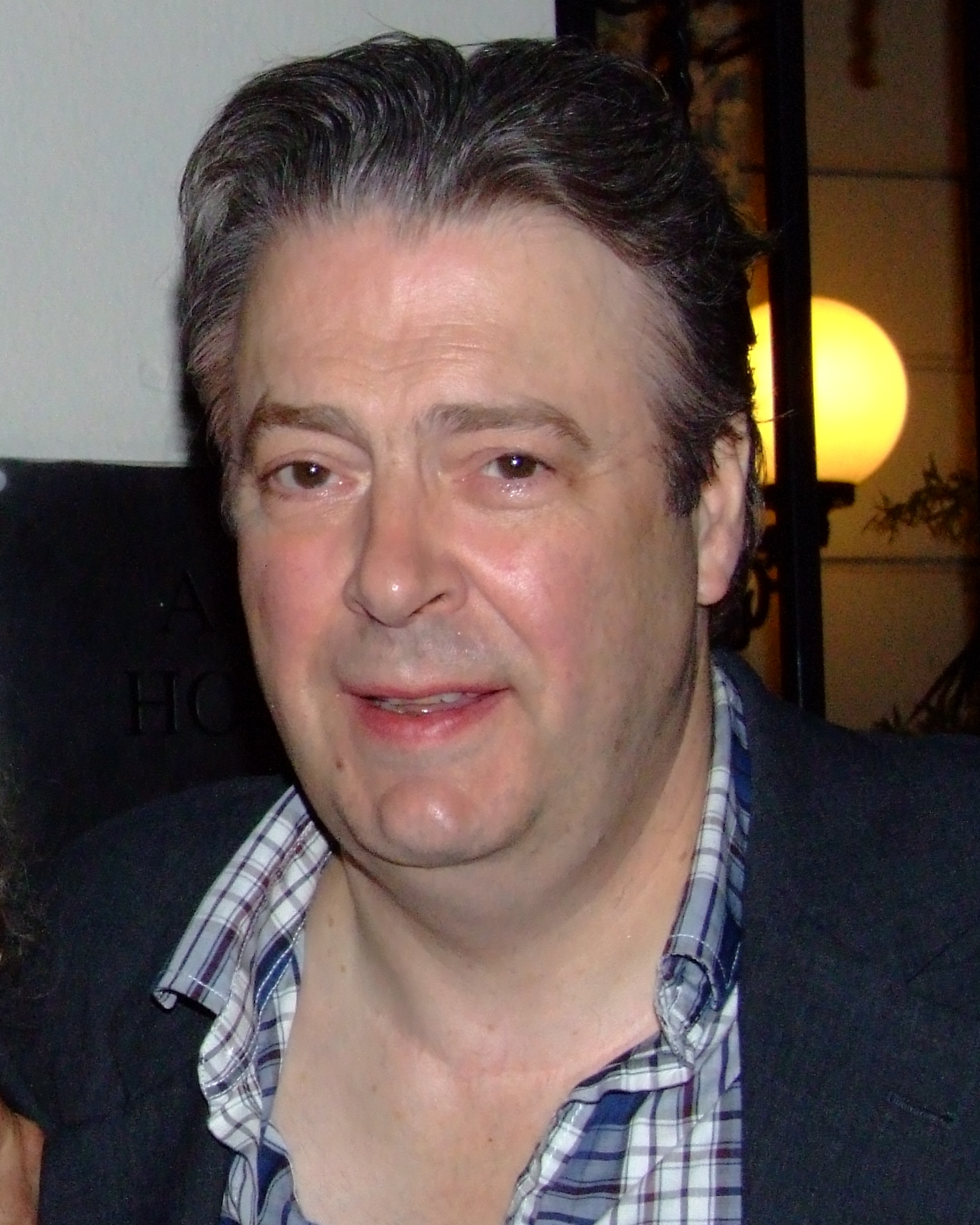
Roger Allam
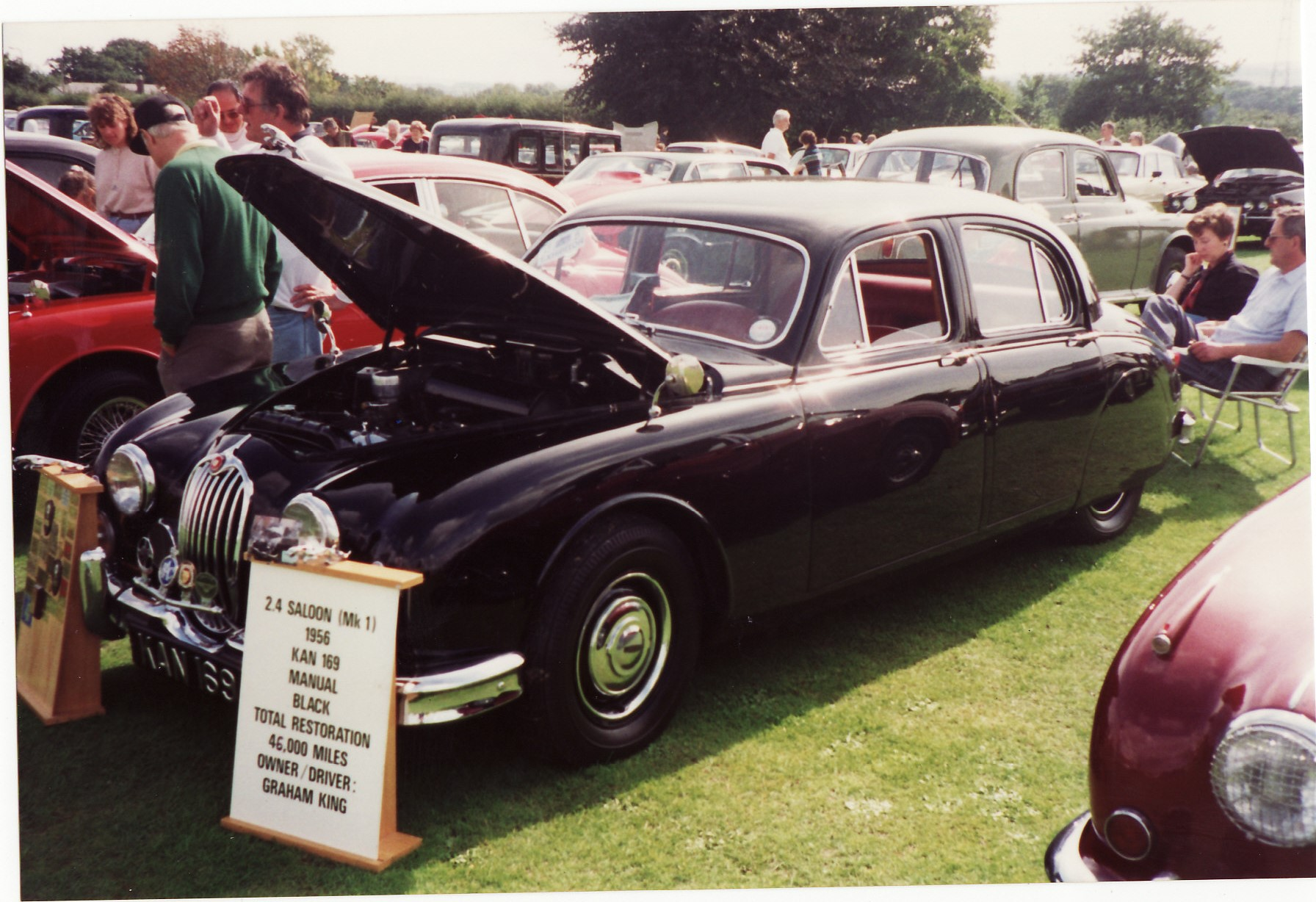
Thursday és Morse autója

## Évadok

### 1. évad (2013)
Thursday felügyelő irányítása alatt Morse egy összetett gyilkossági ügy nyomozásába kezd és kivívja néhány kollégája és felettese különösen Jakes őrmester és Bright főfelügyelő ellenszenvét. A nyomozás során Morse nyomozói tehetsége mellett ki tudja használni átlagon felüli műveltségét is, különösen a történelem és a komolyzene terén. Magánéletét fokozatosan ismerjük meg, kiderül, hogy rajong az operákért, szeret keresztrejtvényt fejteni, de nem szeret csevegni. 12 éves korában elvesztette édesanyját, rideg természetű apjával és annak új családjával nem tart kapcsolatot, csak valamelyest féltestvér húgával. Az utolsó epizódban a gyilkos elfogása közben lövést kap.
- Epizódok:

1. A lány
2. Fúga (1-2. rész)
3. Rakéta (1-2. rész)
4. Otthon (1-2. rész)

### 2. évad (2014)
1966-ban járunk, Morse sérülése miatt néhány hónapig könnyített szolgálatot teljesített. Miután visszatér az őrsre, Jakes és Bright szimpátiával fogadják. Morse azonban a trauma miatt stressztől és paranoiától szenved, s elkezdi túlzásba vinni az alkoholfogyasztást. Bár több hibát is vét a nyomozásban, megoldja az ügyet, kivívva felettesei elismerését. Miután egy akcióban agyrázkódást szenved, ápolónő szomszédja, Monica segítséget nyújt neki. Később viszonyt kezdenek. Kollégája, Strange belép a szabadkőművességbe. Thursday lánya, Joan érdeklődni kezd Endeavour iránt. Több eset során közvetett bizonyítékok tűnnek el, és egy befolyásos gyanúsított megfenyegeti Morse-t. Az évadzáró epizódban Deare főkapitány-helyettes felkéri Thursdayt és Morse-t, hogy titokban vizsgálják ki a rendőrségen és a tanácson belüli korrupciót. Morse-t egy találkozóra küldik, ahol a korrupt tisztek csapdát állítottak neki, Thursdayt pedig Blenheim Vale-be csalogatják, egy elhagyott egykori gyermekotthonba, ahol sorozatos bántalmazás zajlott. Morse kiszabadul és Thursday segítségére siet. Deare meglövi Thursdayt, őt pedig egy egykori bántalmazott lány lövi le. Morse-t egy másik rendőri egység tisztjei letartóztatják gyilkosság vádjával.
- Epizódok:

1. Lelet
2. Éjjeli zsolozsma
3. Billegés
4. Sohaország

### 3. évad (2016)
A 3. évad 1967 tavaszán kezdődik. Morse-t tisztázzák Standish főparancsnok meggyilkolásának vádja alól, és a Blenheim Vale ügy aktáit 50 évre titkosítják. Thursdayt kiengedik a kórházból, de a golyót nem sikerült a tüdejéből eltávolítani és ez krónikus köhögést okoz. Monica rájön, hogy ő és Morse nem illenek össze. Strange-t őrmesterré léptetik elő. Morse az előzetes letartóztatásban eltöltött idő után fontolgatja jövőjét, de Thursday biztatására visszatér az aktív szolgálathoz, és egy, a Cowley Green-i vidámparkban történt gyilkossági ügyben nyomoz. Jakes, miután egy akcióban túlél egy bombarobbantást, visszavonul a rendőrségtől, megnősül és elhagyja Oxfordot. Shirley Trewlove rendőrnő csatlakozik a csapathoz, Bright főfelügyelő örömére. Strange elfoglalja Jakes helyét mint nyomozó őrmester, de biztosítja Morse-t, hogy még mindig barátok, noha már a felettese. Thursday-nek időnként dühkitörései vannak a gyanúsítottakkal szemben, akik nem hajlandóak együttműködni a vizsgálat során, sőt erőszakhoz is folyamodik az információk megszerzésére.
A záró epizódban Morse végül jelentkezik az őrmesteri vizsgára, és jóval a szintidőn belül jól kitölti a feladatlapot. Egy, az oxfordi alvilághoz köthető gyilkossági ügyben nyomoz, amikor fegyveres rablás történik egy bankban, ahol Joan Thursday dolgozik. Morse és Joan is a túszok között vannak, ezalatt egy kódolt jegyzetfüzet segítségével Morse megfejti a gyilkossági ügyet. Miután a rablókat letartóztatták, Joan, akit érzelmileg sokkolt a megpróbáltatás, Morse kérése ellenére elhagyja Oxfordot.
- Epizódok:

1. Lovaglás
2. Árkádia
3. Préda
4. Kóda

### 4. évad (2017)
A 4. évad 1967 nyarától őszéig játszódik. Joan még mindig távol van. Morse őrmesteri vizsgadolgozata "eltűnt", ami automatikus bukást jelent. Bright megtudja, hogy egyedül Morse vizsgalapja hiányzik, és azt gyanítja, hogy néhány ellensége szabotálhatja a karrierjét. Miután egy újabb összetett gyilkossági ügyet megoldott, Morse az őrmesteri vizsga kudarca ellenére Oxfordban marad. Joant Leamington Spa-ban találja meg, egy házas férfival van kapcsolata. A nő elutasítja Morse javaslatát, hogy visszatérjen Oxfordba, és Morse megígéri, nem árulja el apjának Joan hollétét.
Az utolsó részben Morse állásajánlatot kap Londonban, és fontolóra veszi, hogy elhagyja Oxfordot. Thursday meglátja Morse feljegyzését Joan címéről. Felkeresi a lányt, és összetűzésbe kerül a szeretőjével. Miután Joant bántalmazza a barátja, meglátogatja Morse-t. A férfi megkéri a kezét, amit Joan elutasít. Kölcsönad neki egy kis pénzt, mivel továbbra sem akar hazatérni. Később Morse megtudja, hogy Joan kórházba került, mert elesett és elvetélt. Az atomerőmű katasztrófájának elhárítását követően Thursdayt főfelügyelői rangra, Morse-t pedig nyomozó őrmesterré léptetik elő. Mindkettőjüket George Medal érdemrenddel tüntetik ki. 
- Epizódok:

1. Játék
2. Dicshimnusz
3. A pokol kórháza
4. Szüret

### 5. évad (2018)
Az 5. évad kivételesen hat epizódos, 1968 áprilistól novemberig. Folyamatban van a Temze-völgyi rendőrkapitányság létrehozása a városi és megyei erők összevonásával. A Cowley rendőrőrs jövője kérdéses, csakúgy, mint a csapat néhány tagjáé. Morse, aki jelenleg őrmesteri rangban van, kap maga mellé egy új beosztottat George Fancy személyében, akinek járatlansága kezdetben bosszantja. Joan visszatért a városba, és időnként összetalálkoznak. Fred Thursdayben felmerül, hogy esetleg nyugdíjba menne.
Az utolsó epizódban, a városi bandák összecsapása folyamán George Fancy halálos lövést kap. Shirley Trewlove a Scotland Yardhoz távozik, míg a többiek megbékélnek a Cowley állomás bezárásával. A sorozat azzal zárul, hogy Morse megkérdezi Joant, hogy ajánlata egy kávéra továbbra is áll-e (mivel ő az évad elején erre nemet mondott).
- Epizódok:

1. Múzsa
2. Kártus
3. Utas
4. Színek
5. Kvartett
6. Ikarosz

### 6. évad (2019)
A 6. évad 1969 júliusában kezdődik, nyolc hónappal az 5. évad vége után, Morse bajuszt növesztett és az elmúlt hónapokban újra egyenruhásként teljesített szolgálatot. Bright, akit a George Fancy halálával végződött balul sikerült eset után áthelyeztek a közlekedésiekhez, egy közlekedésbiztonsági filmben jelenik meg, és a helyiek "Pelikán emberként" ismerik meg. Thursdayt kinevezték nyomozófelügyelővé, és most a Castle Gate-i rendőrkapitányságon dolgozik, ahol Morse és Strange csatlakozik hozzá. A kapitányságot Ronnie Box és Alan Jago, volt ellenfeleik irányítják, akik gyakran visszaélnek tekintélyükkel, és bántalmazzák a gyanúsítottakat. Joan most a gyermekvédelmi hivatalban dolgozik, Morse-szal egy eltűnt gyermek utáni nyomozásnál újra összetalálkoznak. Thursday, Morse és Bright felfedezik, hogy Box és Jago részesei a rendőrség korrupciójának. DeBryn doktort elrabolják és túszul ejtik egy gyártelepen, ahol Morse, Thursday, Strange és Bright szembeszállnak a korrupt tisztekkel. Jago beismeri, hogy Box fegyverével meggyilkolta George Fancy-t. A konfrontáció során Box (miután belátta hibáját) és Jago lelövik egymást. Jago meghal, Box-t kórházba szállítják, Box feletteseit pedig azonnal letartóztatják és korrupcióval vádolják. Box sorsát egyelőre nem tudjuk meg. Bright átveszi Castle Gate vezetését, csatlakozik hozzá Thursday mint főfelügyelő Strange és Morse őrmesterekkel. Ezután Morse megvásárol egy lepukkant házat, amely az egyik ügyben mint drogtanya szerepelt, és megkezdi a felújítását. 
- Epizódok:

1. Oszlop
2. Apolló
3. Édesség
4. Mészárlás

### 7. évad (2020)
A 7. évad a korábbiaktól elterően csak három részt tartalmaz. Az évad elején, 1970 januárjában Morse Velencében az operaházban megismert Violettával kezd viszonyt. Közben Oxfordban egy sorozatgyilkos szedi áldozatait a csatorna partján. Thursday és Morse között egyre több a vita, néha veszekedéssé fajul. Violetta Oxfordban is feltűnik, s kiderül, Morse ismerősének, Ludo Talentinek a felesége. A sorozatgyilkossággal először az első áldozat barátját gyanúsítják, de ő alibit igazol. A következő esetnél az egyetem egyik tanára kerül rács mögé. A gyilkosságok azonban folytatódnak. A korábbi évadoktól eltérően több részen átívelő szál a szkizofrén sorozatgyilkos ügye. Az egyes epizódokban további olyan témák merülnek még fel, mint az extraszenzoriális percepció, illetve rasszizmus, feminista mozgalom. Az évad az operákhoz hasonlatos drámai finálét kap.
- Epizódok:

1. Jós
2. Rága
3. Zenána

### 8. évad (2021)
A 8. évad 1971-ben játszódik, ahogy a 7., itt is három epizóddal. Morse-nak alkoholproblémái vannak a korábbi események miatt, miután Violetta meghalt. Thursday viszonylag hamar rájön kollégája problémájára, és próbálja rábeszélni, hogy kérjen segítséget. Közben megoldanak egy ügyet, amiben terroristák fenyegetnek egy ír futballsztárt, majd egy másikban egy nudista üdülőhely mellett holtan talált taxis esetét derítik fel, később pedig egy hideg, hóviharos napon Morse egy hóban elakadt busz utasaival együtt kénytelen egy elhagyatott szállóban éjszakázni, ahol korábban egy bűnügy is történt, és úgy tűnik ezen az estén ez a régi ügy is újra folytatódik. Ez utóbbi rész dramaturgiája már-már horrortörténeteket idéz.
- Epizódok:

1. Csatár
2. Sherzo
3. Végállomás

### 9. évad (2022)
A 9. évad 1972-ben játszódik. Ez az utolsó évad. Miután Morse visszatér az elvonásról szigorúan távol tartja magát az alkoholtól. Egy fiú holttestét találják meg az egyetem kertjében, és mivel az ügynek vannak zenei vonatkozásai is, Thursday ráállítja Morse-t, az ügyre. Az egyetemen további bűntények történnek, és Morse szerint az ügy egy régi öngyilkossághoz vezethet. Azonban van egy másik borzasztó ügy is: brutális kegyetlenségű gyilkosság történik Oxfordban, aminek egy korábbi informátor az áldozata. Morse-t kísérti a Blenheim Vale-ügy, nem hagyja nyugodni a múlt. Strange és Joan eljegyzik egymást, és ezt Morse nem nézi jó szemmel, ezért majdnem visszaszokik az alkoholra. Egy festő rejtélyes halála után ismét a fókuszba kerül Blenheim Vale, ami az informátor halálával is összefügg. Hosszas viták után megkezdődik Blenheim Vale felásása, azonban ezt az ügyosztály nem nézi jószemmel. Morse-t megverik, és egyre ellenségesebbek lesznek az őrssel. Többen is érkeznek az ügyosztálytól, de nem jószándékúak. Thursday a saját testvérével és az ügyosztállyal találja szemben magát, és a fia is nagy bajban van: gyilkosságba kényszerül. Morse találkozik, és megküzd az ügyosztállyal, így lemarad Joan esküvőjéről. Thursday és a fia elmenekülnek Angliából. Morse eljátszik a gondolattal, hogy bevallja Joannak az érzéseit, de végül ezt mégsem teszi meg.
- Epizódok:

1. Zenei vonatkozások
2. Egyenruha
3. Mindenki el!

## Háttér és forgatás
A regények írója, Colin Dexter az 1-3. évad epizódjaiban cameo szerepekben volt látható, majd 2017-es halálát követően az alkotók továbbra is egy fotó vagy egyéb kis jelzés útján szerepeltették.
Morse operarajongó lévén, az epizódokban számos operarészlet hallható.
Az újságírónő, Dorothea Frazil szerepét az eredeti Morse felügyelő című sorozat főszereplőjének, John Thaw lánya, Abigail Thaw alakítja.
A sorozat a kilencedik évaddal fejeződik be, Colin Dexter 2017-es halála után végrendeletében meghagyta, hogy Morse karakterét a jövőben többet nem lehet felhasználni.

## Kronológia
A Colin Dexter karaktereivel készült sorozatok időrendje:
| Időszak   | Cím                                | Epizódok száma |
| --------- | ---------------------------------- | -------------- |
| 1965–1972 | Oxfordi gyilkosságok (Endeavour)   | 36             |
| 1987–2000 | Morse felügyelő (Inspector Morse)  | 33             |
| 2006–2015 | Lewis – Az oxfordi nyomozó (Lewis) | 33             |